# Lech Lebensztejn
Lech Mieczysław Lebensztejn (ur. 15 lipca 1928 w Łomży, zm. 21 listopada 2009 w Białymstoku) – polski adwokat, prokurator, działacz opozycyjny w czasach PRL, absolwent Wydziału Prawa Uniwersytetu Warszawskiego (1950).

## Życiorys
Żołnierz AK w latach 1943–1945, zastępowy w Tajnym Harcerstwie; 1945-1946 członek WiN. W I 1947 uczestnik manifestacji studentów w Warszawie (marsz z zapalonymi świecami przez pl. Narutowicza) przeciw planowanemu zakazowi udziału studentów w wyborach do Sejmu. 1949-1952 referent prawny w Naczelnej Dyrekcji Handlowej Przemysłu Chemicznego w Warszawie; 1952-1953 starszy inspektor w Gabinecie Ministra Przemysłu Chemicznego. W latach 1953–1954 kierownik działu planowania i radca prawny w Zakładzie Płyt Pilśniowych i Wiórowych w Nidzie, 1954-1956 starszy inspektor w Departamencie Nauki i Kultury w Państwowej Komisji Etatów. Następnie pracował jako referendarz w prokuraturze w Mińsku Maz., a w latach, 1956-1961 w prokuraturze dla miasta Białystok; 1961-1965 radca prawny (odmówiono mu wpisu do adwokatury w Białymstoku), 1965-1990 adwokat w Zespole Adwokackim nr 2 w Białymstoku.
W latach 1990–1993 prokurator w Prokuraturze Wojewódzkiej w Białymstoku, zaangażowany w rehabilitację osób skazanych w stalinowskich procesach pokazowych oraz w niewyjaśnionych morderstwach na opozycjonistach z lat 80. XX w. Od lipca 1993 do marca 1994 prokurator apelacyjny (tworzył Prokuraturę Apelacyjną w Białymstoku). Od 13 grudnia 2000 członek honorowy Klubu Więzionych, Internowanych, Represjonowanych.
Zmarł 21 listopada 2009 w Białymstoku.

## Działalność opozycyjna
W 1981 doradca NSZZ „Solidarność”/ZR Białystok i Wojewódzkiego Komitetu Założycielskiego NSZZ RI „Solidarność” w Białymstoku.
Po 13 grudnia 1981 obrońca ponad 40 działaczy podziemia przed sądami powszechnymi i wojskowymi, m.in. w procesie 21 oraz studentów białostockich uczelni: Michała Bojanowskiego, Tomasza Kleszczewskiego oraz Ryszarda Augustyniaka, Jana Beszty-Borowskiego, Krzysztofa Burka, Andrzeja Kuczyńskiego, Mariana Leszczyńskiego, Ryszarda Szczęsnego, braci Marka i Romana Wilków. W 1982 był przesłuchiwany i zastraszany. W 1988 pełnomocnik procesowy Komitetu Założycielskiego „Solidarność” Fabryki Przyrządów i Uchwytów Ponar-Bial w Białymstoku oraz PSS Społem w Łapach. W latach 1989–1992 przewodniczący KO „Solidarność” Ziemi Białostockiej.

## Odznaczenia
- Krzyż Oficerski Orderu Odrodzenia Polski (2001)[2]
- Krzyż Armii Krajowej
- Krzyż Niezłomnych
- Odznaka pamiątkowa Akcji „Burza”